# スヴァローグ
スヴァローグ（ロシア語: Сварог、 古東スラヴ語: Сварогъ、 英語: Svarog）とはスラヴ神話における太陽神であり、火の精霊または神でもある。輝き清いという意味である。

## 概要
スヴァローグという名は、同じ意味を持つサンスクリット語のSvargaとペルシャ語のxwar（クヴァル）と関連している可能性があることから、インド＝ヨーロッパ語族との関連性が示唆される。
古スラヴ人にとって火はとても神聖であったため、火が灯っている間は叫んだり罵ったりすることは禁止されていた。火の神Svarogichはスヴァローグの息子である（「～ィッチ」とは子と言う意味である）という解釈も存在する一方、この2柱は同一の火の神を示すという解釈もある。
古スラヴ神話では、スヴァローグは火に介在する生殖や性的な力をもって鍛冶の神としても信仰されていた。いくつかの神話では、スヴァローグは自身の口を鋤代わりに使って耕し、人間に恵みを与えたという。さらにスヴァローグは深い溝を作り、あの世とこの世を切り離す事も出来るという。
また、スヴァローグは聖コスマスと聖ダミアヌス、聖ミカエルとも同一視された。この場合、聖人を動物表現で表すことが多い。同一視された聖人の姿は黄金の角を持った牛、雄豚、馬、Varagnaという名のハヤブサで表されている。 
なお、欧州ではネオペイガニズムというムーブメントがあり、ネオペイガニズムではスヴァローグを最高神かつ創造神とすることがある。本来の古スラヴ神話ではスヴァローグ 、ペルーン、ダジボーグの三柱がトリグラフを構成していたからである。